# Gigi Hamilton
Gigi Hamilton, född 7 maj 1965 i Stockholm, är en svensk sångerska. Tilltalsnamnet uttalas "djidji". Hon är mest känd från grupperna Freestyle och Style.

## Karriär
Femton år gammal blev hon medlem i gruppen Freestyle som 1981 fick ett stort genombrott med hitsingeln Vill ha dig.
Hamilton var 1983 med i ungdomsfilmen G tillsammans med medlemmarna i Freestyle.
Gigi Hamilton har varit med i Melodifestivalen tre gånger som artist. Debuten skedde i den svenska Melodifestivalen 1986 med Dover-Calais som kom på tredje plats, 1987 med Hand i hand och 2003 med Stay the Night. 1982 släppte hon solosingeln My Coo ca Choo, 1984 singeln Ge mig dina tankar tillsammans med gruppen License, och 1991 släpptes soloalbumet Gigi Hamilton, med singlarna Joy & Pain (In This Wild, Wild World), Bitter Sweet, Angels With Filthy Wings samt How's The World Treating You.
1998 återförenades Gigi Hamilton med kollegor från gruppen Freestyle efter 15 år, dock bara tillfälligt , och klättrade då återigen på topplistorna .
2002 medverkande Gigi Hamilton i SVT:s underhållningsprogrammet Så ska det låta tillsammans med Niclas Wahlgren mot Andreas Lundstedt och Magnus Carlsson.
2006 återupplivade Hamilton tillsammans med sina gamla kollegor Style för nostalgiturné, festivaler och företagsfester. 2014 var hon åter med och tävlade i Så ska det låta. Hennes lag bestod av Tommy Ekman och Richard Herrey mot Jan Rippe, Knut Agnred och Per Fritzell.
Gigi bor numera i London och Japan, men besöker ofta Sverige för tillfälliga återföreningar med gruppen Style eller sitt soloprojekt.
Den 14 oktober 2016  släpptes hennes soloalbum Colours Of Her Mind  med singlarna Promises och Stockholm Producerad av Joe Rodwell.
Gigi Hamilton är halvsyster till Zemya Hamilton.

## Diskografi

### Freestyle-album
- Fantasi - 1981 (samtliga låtar på svenska).
- Fantasy - 1981 (samma som "Fantasi", fast samtliga låtar på engelska).
- Free Style - 1982 (samma som "Fantasy", fast två låtar på spanska).
- Modiga agenter - 1982
- Mission Impossible - 1982
- Freestyle's bästa - 1986
- 10 - 1990 (samlingsalbum)
- Guldkorn - den kompletta samlingen - 1998 (samlingsalbum)
- Golden Hits - 1998 (dubbelt samlingsalbum med gruppens engelskspråkiga inspelningar plus två spanskspråkiga)

### Freestyle-singlar
- Vill ha dej/I Want You - 1980
- Fantasi - 1981
- I Want You - 1981
- One More Ride/Fantasy - 1981
- Ögon som glittrar/Om och om igen - 1982
- Ögon som glittrar (remix) - 1982
- Modiga agenter/Vill du ha en del av min sommar  - 1982
- Mission Impossible/Hard To Handle  - 1982
- Fingers in Motion  - 1983
- Musiken gör mig vild/Nattens dockor  - 1983
- Fantasi/10  - 1991
- C&N Medley' 98/DJ Promotion  - 1998
- Fantasi' 98, med Fantasi (radioversion) samt/Fantasi (radioversion) - 1998
- Ögon som glittrar '98, med Ögon som glittrar (radioversion) samt Ögon som glittrar (utökad version) - 1998

### Style-album
- So Chic - 1983
- Visioner - 1985
- Heaven No 7 - 1986
- Style (samling på kassett) - 1987
- Daylight Robbery - 1987
- 12 bästa - 1987
- Question of Time - 1988
- Samlade hits - 2003

### Style-singlar
- Love is Knocking On My Door/Längtar tillbaks till dig - 1983
- Telefon - 1984
- Du och jag - 1984
- Vision av kärlek - 1985
- Telephone - 1985
- Give Me A Night To Remember/På Jakt (Efter guld som glimmar) - 1986
- Dover-Calais - 1986
- Följ mig - 1986
- Shine On - 1986
- I Believe (promo) - 1986
- Heaven No 7 - 1986
- Hand i hand - 1987
- Run For Your Life - 1987
- Daylight Robbery - 1987
- Empty Bed - 1988
- It's a Secret - 1988
- Question of Time - 1988
- Sentimental - 1988
- Empty Bed (Internationell release) - 1989
- Stay the Night - 2003

### Soloalbum
- Gigi Hamilton - 1991
- Colours of her mind  - 2016

### Solosinglar
- My coo ca choo / Right Or Wrong (Tandan Records) - 1982
- Joy & Pain (In This Wild, Wild, World) - 1990
- Bitter Sweet - 1991
- Angels With Filthy Wings - 1991
- How's The World Treating You - 1991
- Promises - 2016
- Stockholm - 2016